# Czapury (gromada)
Czapury (od  1 I 1960 Babki) – dawna gromada, czyli najmniejsza jednostka podziału terytorialnego Polskiej Rzeczypospolitej Ludowej w latach 1954–1972.
Gromady, z gromadzkimi radami narodowymi (GRN) jako organami władzy najniższego stopnia na wsi, funkcjonowały od reformy reorganizującej administrację wiejską przeprowadzonej jesienią 1954 do momentu ich zniesienia z dniem 1 stycznia 1973, tym samym wypierając organizację gminną w latach 1954–1972.
Gromadę Czapury z siedzibą GRN w Czapurach utworzono – jako jedną z 8759 gromad na obszarze Polski – w powiecie poznańskim w woj. poznańskim, na mocy uchwały nr 33/54 WRN w Poznaniu z dnia 5 października 1954. W skład jednostki weszły obszary dotychczasowych gromad Babki i Czapury ze zniesionej gminy Puszczykowo w powiecie poznańskim oraz obszar dotychczasowej gromady Daszewice (bez obszaru lasu Daszewice-Kamionki nr obrębu 45 o powierzchni 625,50 ha) ze zniesionej gminy Kórnik w powiecie śremskim w tymże województwie. Dla gromady ustalono 18 członków gromadzkiej rady narodowej.
Gromadę zniesiono 1 stycznia 1960 w związku z przeniesieniem siedziby GRN z Czapur do Babek i zmianą nazwy jednostki na gromada Babki.